# 三角级数
在数学中，三角级数是任何具有下述形式的级数：
{\displaystyle {\frac {1}{2}}A_{0}+\displaystyle \sum _{n=1}^{\infty }(A_{n}\cos {nx}+B_{n}\sin {nx}).}
当{\displaystyle A_{n}}和{\displaystyle B_{n}}具有以下形式时，该级数称为傅立叶级数：
{\displaystyle A_{n}={\frac {1}{\pi }}\displaystyle \int _{0}^{2\pi }\!f(x)\cos {nx}\,dx\qquad (n=0,1,2,\dots )}
{\displaystyle B_{n}={\frac {1}{\pi }}\displaystyle \int _{0}^{2\pi }\!f(x)\sin {nx}\,dx\qquad (n=1,2,3,\dots )}
其中{\displaystyle f}是可积函数。
并不是所有三角级数都是傅立叶级数。一个有趣的问题是给定一个三角级数，当x取什么值时级数收敛。 

## 康托尔三角级数唯一定理
格奥尔格·康托尔在1870年证明了这一定理。如果三角级数的和函数是零，那么，该三角级数的各项系数均为零。因此，如果两个三角级数的和函数相等，那么它们的各项系数也相等。

## 文献
- A. Zygmund,1935, "Trigonmetric Series"

## 注记
1. 1 2  Harry F. Davis, Fourier Series and Orthogonal Functions . 页89